# David Gilman (Autor)
David Gilman ist ein englischer Drehbuchverfasser und Romanautor. 

## Leben
Gilman wuchs in Liverpool auf. Bevor er anfing Bücher zu schreiben, war er Angehöriger der britischen Fallschirmjägertruppe, Feuerwehrmann, Fotograf und Marketing-Manager. Seit 1986 ist er ausschließlich als Autor tätig. Zurzeit lebt er mit seiner Frau in Devonshire.
Gilman arbeitet als Radio- und Drehbuchautor und schrieb Kinder- und Jugendromane, die in 15 Länder verkauft wurden. In Deutschland wurde er mit seiner seit 2013 verfassten historischen Reihe Master of War bekannt, die dort als Legenden des Krieges beim Rowohlt Verlag erschien. Teil 1, Das blutige Schwert, verkaufte sich über 26.000 Mal und stand drei Wochen auf der SPIEGEL-Bestsellerliste Taschenbuch.

## Werke
Danger Zone
- The Devil's Breath. 2007; ISBN 0-440-42239-6
  - deutsch: Danger Zone 01: Die Festung des Teufels. Ravensburger Buchverlag 2008 ISBN 3-473-35279-9
- Ice Claw., 2008, ISBN 0-385-73561-8
  - deutsch: Danger Zone 02: Der Code des Luzifer. Ravensburger Buchverlag 2009 ISBN 3-473-35296-9
- Blood Sun, 2009
  - deutsch: Danger Zone 03: Das Tal der Schlangenkrieger, Ravensburger Buchverlag 2009 ISBN 3-473-35306-X

Legenden des Krieges
- Master of War: A Legend Forged in Battle, 2013, ISBN 978-1-78185-294-1.
  - Legenden des Krieges: Das blutige Schwert. Rowohlt, Reinbek bei Hamburg 2017, ISBN 978-3-499-29076-3.
- Master of War: Defiant Unto Death, 2015, ISBN 978-1-78185-190-6.
  - Legenden des Krieges: Der ehrlose König. Rowohlt, Reinbek bei Hamburg 2017, ISBN 978-3-499-29077-0.
- Master of War: Gate of the Dead, 2016, ISBN 978-1-78185-290-3.
  - Legenden des Krieges: Der einsame Reiter. Rowohlt, Reinbek bei Hamburg 2017, ISBN 978-3-499-29099-2.
- Master of War: Viper's Blood, 2017, ISBN 978-1-78497-446-6.
  - Legenden des Krieges: Der große Sturm. Rowohlt, Reinbek bei Hamburg 2018, ISBN 978-3-499-29100-5.
- Master of War: Scourge of Wolves, 2018, ISBN 978-1-78497-452-7.
  - Legenden des Krieges: Das zerrissene Land. Rowohlt, Reinbek bei Hamburg 2018, ISBN 978-3-499-29162-3.
- Master of War: Cross of Fire, 2020, ISBN 978-1-78854-494-8.
  - Legenden des Krieges: Der eiserne Schwur. Rowohlt, Hamburg 2020, ISBN 978-3-499-00301-1.
- Master of War: Shadow of the Hawk, 2021, ISBN 978-1-78854-500-6.
  - Legenden des Krieges: Im Schatten des Falken. Rowohlt, Hamburg 2021, ISBN 978-3-499-00790-3.
- Master of War: To Kill a King, 2024, ISBN 978-1-80110-809-6.
  - Legenden des Krieges: Das Band des Blutes. Rowohlt, Hamburg 2024, ISBN 978-3-499-01462-8.

Einzeltitel
- Monkey and Me, 2014, ISBN 978-1-84877-335-6.
- The Last Horseman, 2016, ISBN 978-1-78497-454-1.
  - Der Preis der Freiheit. Rowohlt, Reinbek bei Hamburg 2019, ISBN 978-3-499-27491-6.
- Night Flight to Paris, 2018, ISBN 978-1-78854-490-0.
- The Englishman, 2020, ISBN 978-1-83893-139-1.